# Johann Samuel Fuchs
Johann Samuel Fuchs (* 16. Oktober 1770 in Leutschau; † 25. März 1817 in Lemberg) war Superintendent der evangelischen Kirche in Galizien, Lehrer und Schriftsteller.

## Leben und Wirken
Johann Samuel Fuchs wurde in Leutschau (heute Levoča, Slowakei) in der Zipser Gespanschaft des Königreiches Ungarn geboren. Nachdem er das evangelische Lyzeum in Leutschau absolviert hatte, ging er für ein Jahr nach Debrezin, um dort die ungarische Sprache zu erlernen. Anschließend wurde er am evangelischen Gymnasium in Preßburg als Rhetor tätig. Im Jahre 1790 zog er in das Herzogtum Sachsen-Weimar-Eisenach und begann ein Studium an der „Alma Mater Jenensis“. In Jena lebte Fuchs die beiden folgenden Jahre und studierte unter anderem Theologie, Rhetorik und Philosophie bei den Professoren, Johann Christoph Döderlein, Johann Jakob Griesbach, Carl Christian Erhard Schmid, Johann August Heinrich Ulrich, Carl Leonhard Reinhold und Christian Gottfried Schütz.
Im Jahre 1792 kehrte Fuchs in seine Zipser Heimat zurück und übernahm bei der in Käsmark ansässigen Adelsfamilie Szirmay eine Anstellung als Hauslehrer und Erzieher. Nachdem in Leutschau durch den Rektor Martin Liedemann eine Bildungseinrichtung für Zöglinge protestantischer Adelsfamilien entstanden war, wechselte Fuchs 1796 an dieses Institut. Zusätzlich unterrichtete er in diesem Zeitabschnitt am Leutschauer Lyzeum als öffentlicher Professor Mathematik, klassische Sprachen und Philosophie.
Im Jahre 1809 wurde Fuchs als Prediger an die evangelische Kirchengemeinde nach Käsmark bestellt und außerdem mit der Aufsicht über die dortige Elementarschule betraut. In diesem Amte wirkte er bis Anfang des Jahres 1813. Dann wurde er als Pfarrer und zur Betreuung der seit dem Tode Samuel Bredetzkys im Juni 1812 verwaisten galizischen Diözese nach Lemberg abberufen. Noch im gleichen Jahr wurde Fuchs zum Superintendenten der evangelischen Gemeinden Galiziens und der Bukowina ernannt. Fuchs konnte dieses Amt jedoch nur vier Jahre ausüben, am 25. März 1817 verstarb er 46-jährig in Lemberg.

## Familie
Johann Samuel Fuchs war verheiratet und hatte acht Kinder, darunter der Montanwissenschaftler Wilhelm Fuchs (1802–1853). 

## Schriften
- Institutiones logicae, usibus scholasticae juventutis accomodatae. Leutschau 1800.
- Elementa juris naturae. Leutschau 1803.